# 萊爾馬河
萊爾馬河是墨西哥的河流，河道全長750公里，流域面積47,116平方公里，發源自該國中部高地，最終在瓜達拉哈拉附近注入查帕拉湖。
20°13′N 102°46′W / 20.217°N 102.767°W